# Max Butting
Max Butting (Berlino, 6 ottobre 1888 – Berlino Est, 13 luglio 1976) è stato un compositore tedesco.

## Biografia

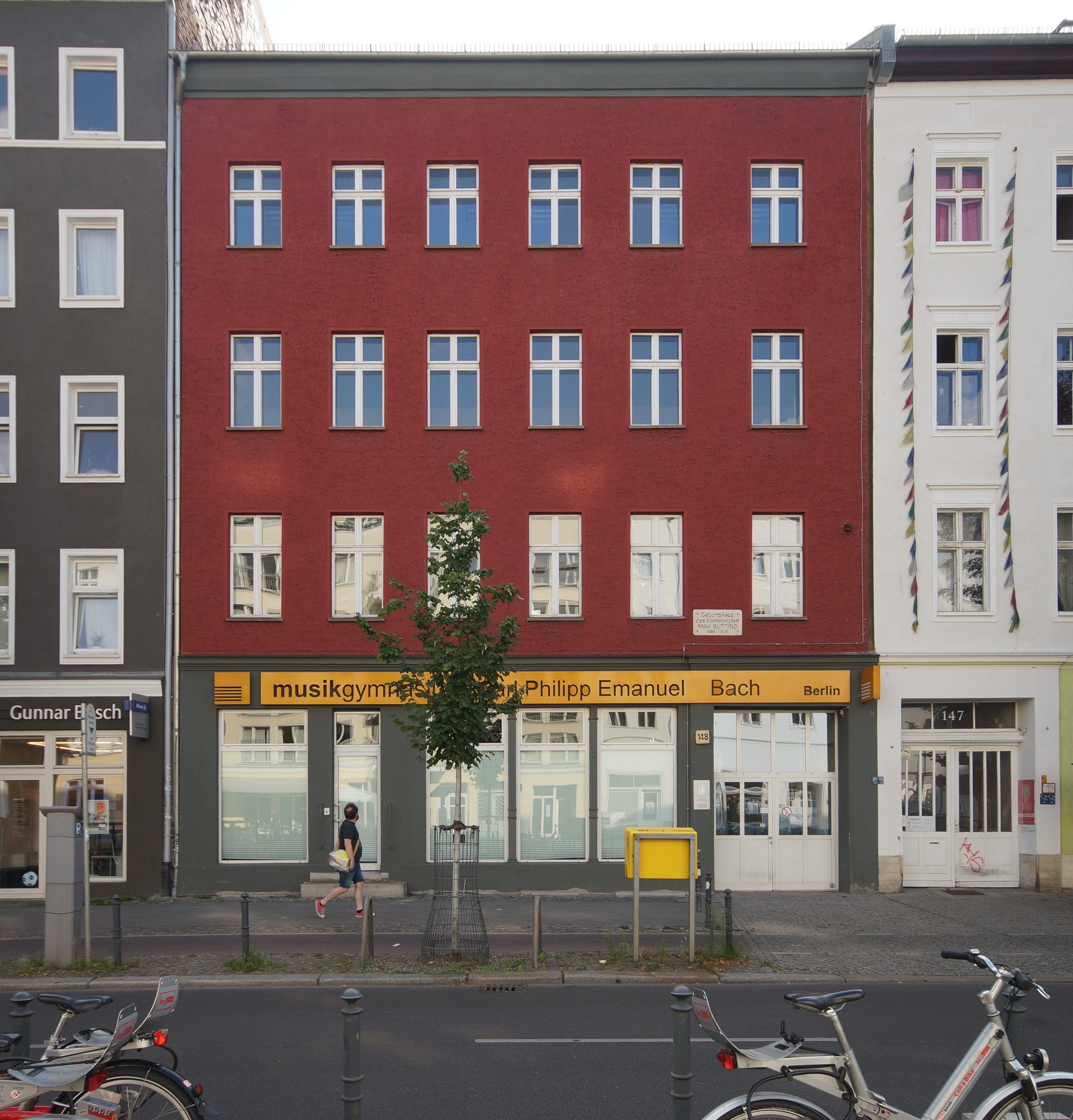
La casa natale di Max Butting nella Brunnenstraße 148, Berlino

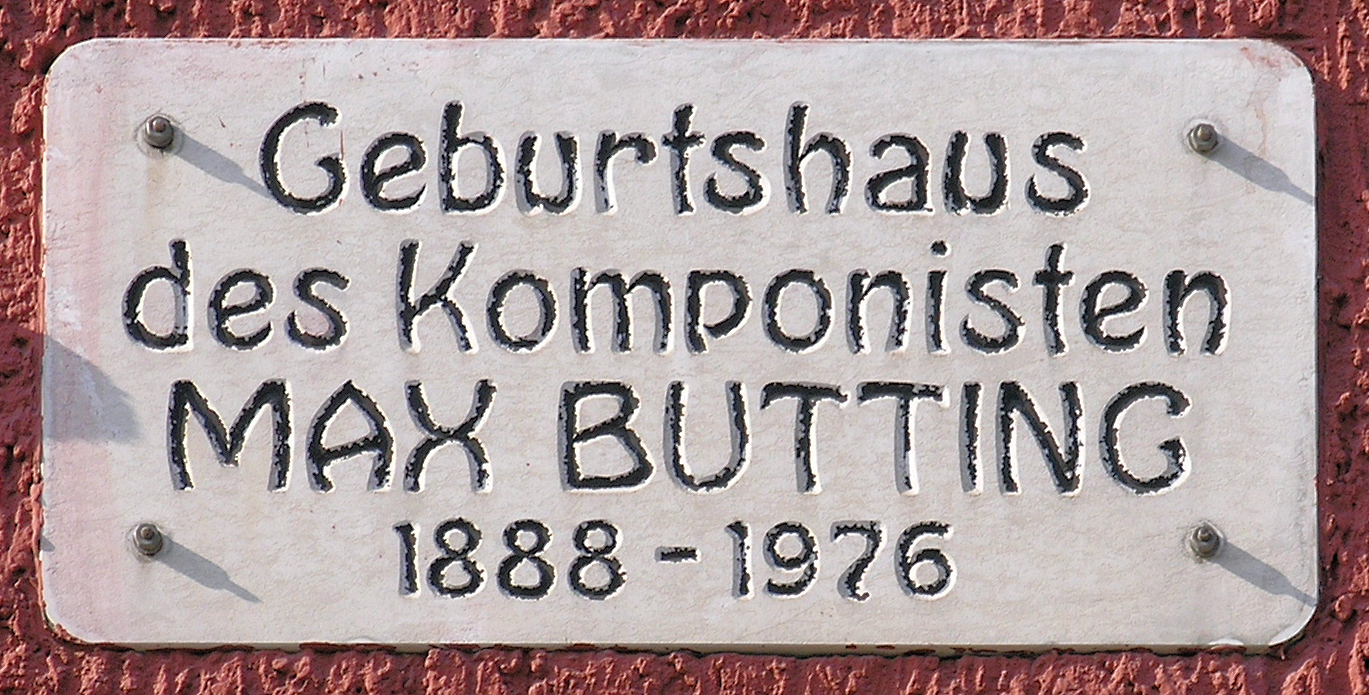
Targa commemorativa di Max Butting, Brunnenstraße 148, Berlino

Max Butting era figlio di un ferroviere e di un insegnante di pianoforte. Ricevette la sua prima educazione musicale da sua madre e in seguito dall'organista Arnold Dreyer. Dopo aver frequentato la scuola secondaria (Realgymnasium), studiò presso l'Akademie der Tonkunst (Accademia di composizione) a Monaco dal 1908 al 1914. Lì ricevette lezioni di composizione da Friedrich Klose, di direzione di Felix Mottl e Paul Prill, oltre che di canto da Karl Erler. Seguì inoltre lezioni di psicologia, filosofia e musicologia all'Università di Monaco. Butting imparò composizione, per la maggior parte, in lezioni private di Walter Courvoisier che Klose gli aveva raccomandato dopo uno screzio fra di loro.
Butting non fu chiamato per il servizio militare nella prima guerra mondiale a causa della cattiva salute. Su sollecitazione di suo padre lavorò come assistente negli affari di suo padre quando tornò a Berlino nel 1919, dove rimase fino al 1923. Gli era tuttavia concesso sufficiente tempo libero per comporre. Si mise rapidamente in contatto con altri giovani artisti e divenne amico di Walter Ruttmann e Philipp Jarnach, tra gli altri. Nel 1921 Butting fu ammesso nel Novembergruppe socialista e diresse i loro eventi musicali fino al 1927. Nel 1925 fu anche critico musicale per il giornale "Sozialistischen Monatsheften" (Rivista mensile socialista). Le sue opere divennero più conosciute attraverso le esibizioni ai festival musicali della Gesellschaft für Neue Musik (Società per la nuova musica), dove Butting lavorò come membro del consiglio di amministrazione nella sezione tedesca tra il 1925 e il 1933 e al Donaueschinger Musiktage. Nel 1929 Hermann Scherchen diresse la terza sinfonia di Butting a Ginevra, che gli portò anche il riconoscimento a livello internazionale. Nello stesso anno il compositore divenne vice presidente della Genossenschaft deutscher Tonkünstler (Cooperativa dei compositori tedeschi).
Butting fu uno dei primi compositori a confrontare la sua arte con il mezzo della radio. Fu quindi un membro dei consulenti culturali del Funkstunde (Ora della radio) dal 1926 al 1933 e il leader di uno studio per l'interpretazione radiofonica presso il Conservatorio Klindworth-Scharwenka dal 1928 al 1933. Oltre a questo teneva corsi di perfezionamento in composizione per la radio alla Rundfunkversuchsstelle (Ufficio Sperimentale della Radio) della Berliner Hochschule für Musik (Collegio di Musica di Berlino), dove Ernst Hermann Meyer era uno dei suoi studenti.
Nel gennaio 1933 Butting fu addirittura nominato membro della Preußische Akademie der Künste (Accademia delle arti prussiana), tuttavia divenne chiaro subito dopo che Adolf Hitler ebbe preso il potere che non era benvoluto dai Nazionalsocialisti. Fino al 1938 Butting era ancora in grado di lavorare nella compagnia del copyright, la STAGMA. Dopo di che dovette di nuovo dipendere dall'attività di ferramenta di suo padre, proprietà parziale di cui aveva ereditato dopo la morte del padre nel 1932 e nella quale subentrò da solo all'inizio del 1939. Per garantire la sopravvivenza dell'azienda così da potersi mantenere il compositore si trovò finalmente obbligato ad aderire al Partito Nazista nel 1940.
Dopo la seconda guerra mondiale, Butting rinunciò alle sue attività commerciali e visse come compositore freelance a Berlino Est. Nel 1948 divenne membro del Kulturbund der DDR (Associazione Culturale della DDR) e redattore capo del comitato radiotelevisivo della RDT. Nel 1950 fu membro fondatore dell'Akademie der Künste der DDR di Berlino Est, di cui fu vicepresidente dal 1956 al 1959 e membro del consiglio di amministrazione del Verband Deutscher Komponisten und Tonsetzer (Associazione dei compositori tedeschi, VdK della DDR ) dal 1951, nonché capo del consiglio consultivo dell'Anstalt zur Wahrung der Aufführungsrechte (AWA, Istituto per la protezione dei diritti dello spettacolo). Nella RDT, Butting ricevette numerose onorificenze: ricevette il Patriotic Order of Merit d'argento nel 1961 e successivamente in oro, un dottorato onorario all'Università Humboldt di Berlino nel 1968 e il Premio Nazionale della Germania dell'Est nel 1973.

## Linguaggio dei toni
La musica di Butting inizialmente aveva lo stile di Anton Bruckner e Max Reger e si avvicinò alle tendenze più moderne negli anni '20. Gradualmente riuscì a sviluppare uno stile personale distintivo, che è preminentemente caratterizzato dal contrappunto ed è altrettanto vicino sia al neoclassicismo che all'espressionismo. Il metro/ritmo per lo più è complesso e contiene spesso cambiamenti di tempo. L'armonia varia all'interno di una tonalità spesso dissonante e acuta. Di tanto in tanto ci sono temi a dodici toni, per esempio nella Sinfonia n. 9, tuttavia Butting non sviluppa mai una vera dodecafonia, nel senso di Arnold Schönberg, che egli ammirava criticamente. Il compositore si orientò formalmente sui modelli tradizionali, come la forma sonata, anche se comunemente la variava o la abbandonò interamente in più di alcune opere a favore di una forma di sviluppo senza pause. Ha sempre cercato di trovare una forma individuale per ogni opera, come mostrano in modo esemplare le sue opere sinfoniche, in cui sono rappresentate tutte le formazioni cicliche, dalle opere a movimento singolo a quelle in cinque movimenti.
Compositore moderatamente produttivo prima del 1945 e quasi completamente messo a tacere durante il regime nazista, Butting sperimentò un nuovo slancio creativo dopo la fine della guerra. Il fatto che il maggior numero delle sue opere sia stato creato nella DDR è spiegabile soprattutto con il fatto che ora sentiva come una delle sue responsabilità quella di scrivere anche "musica di tutti i giorni", che avrebbe dovuto soddisfare la richiesta statale di un'arte popolare, facile da capire. Iniziò da alcuni lavori che aveva già scritto appositamente per la radio alla fine degli anni '20, stilisticamente vicini alla musica leggera più sofisticata.
Al centro delle opere di Butting ci sono le dieci sinfonie, che lo identificano come uno dei più importanti sinfonisti tedeschi della sua generazione. Oltre a queste scrisse una sinfonia da camera per tredici strumenti solisti, due sinfoniette ("piccole sinfonie") e un trittico per grande orchestra. Oltre a ciò, scrisse soprattutto musica da camera, dove spiccano dieci quartetti d'archi. Tra le sue altre opere  restanti figurano un concerto per pianoforte e un concerto per flauto, numerosi brani orchestrali più corti, opere per pianoforte prevalentemente corte, e l'oratorio Das Memorandum, l'opera Plautus im Nonnenkloster basata sul lavoro di Conrad Ferdinand Meyer e diverse cantate.

## Opere selezionate

### Opere orchestrali
- Trauermusik op. 12 (1916)
- Sinfonia n. 1 op. 21 per 16 strumenti (1922)
- Chamber Sinfonia per 13 strumenti op. 25 (1923)
- Sinfonia n. 2 op. 29 (1926)
- Sinfonia n. 3 op. 34 (1928)
- Sinfonietta mit Banjo op. 37 (1929)
- Serene Music op. 38 (1929)
- Sinfonia n. 4 op. 42 (1942)
- Sinfonia n. 5 op. 43 (1943)
- Sinfonia n. 6 op. 44 (1953, prima versione 1945)
- Totentanzpassacaglia op. 51 (1947)
- Sinfonia n. 7 op. 67 (1949)
- Sonatina per Orchestra d'archi op. 68 (1949)
- Concerto per flauto e Orchestra op. 72 (1950)
- Sinfonia n. 8 "Die Urlaubsreise" op. 84 (1952)
- Variazioni Sinfoniche op. 89 (1953)
- Cinque Pezzi Seri, basati sull'op. 92 di Dürer (1955)
- Sinfonia n. 9 op. 94 (1956)[1]
- Sinfonietta op. 100 (1960)
- Sinfonia n. 10 op. 108 (1963)[2]
- Concerto per pianoforte per Piano e Orchestra op. 110 (1964)
- Triptychon op. 112 (1967)
- Stationen, op. 117 (1970)
- Gespenster besuchten mich, op. 120 (1972)[3]

### Musica da camera
- Quartetto d'archi n. 1 in La major op. 8 (1914)
- Quintetto d'archi in Do minor op. 10 (1915)
- Quartetto d'archi n. 2 in La minor op. 16 (1917)
- Quartetto d'archi n. 3 in Fa minor op. 18 (1918)
- Quartetto d'archi n. 4 in Do sharp minor op. 20 (1919)
- Quintetto per Violino, Viola, Violoncello, Oboe e Clarinetto op. 22 (1922)
- Miniature per Quartetto d'archi op. 26 (1923)
- Quartetto d'archi n. 5 op. 53 (1947)
- Trio per pianoforte op. 54 (1947)
- Trio per archi (1952)[4]
- Quartetto d'archi n. 6 op. 90 (1953)
- Quartetto d'archi n. 7 op. 95 (1956)
- Quartetto d'archi n. 8 "Die Nachgeburt" op. 96 (1957)
- Quartetto d'archi n. 9 op. 97 (1957)
- Quartetto d'archi n. 10 op. 118 (1971)

### Musica per pianoforte
- 15 Pezzi brevi per pianoforte, op. 33 (1927)
- Sonata op. 82 (1951)
- Sonatina per Gretl op. 87 (1852)
- Due toccate op. 88 (1953)

### Musica vocale
- "Das Memorandum" op. 52, Oratorio (1949; libretto: Max Butting)
- "An den Frühling" (Alla primavera) op. 59, Cantate (1948; libretto: Max Butting)
- "Der Sommer" op. 61, Cantate (1948; libretto: Max Butting)
- "Der Herbst" op. 62, Cantate (1948; libretto: Max Butting)
- "Der Winter" op. 63, Cantate (1948; libretto: Max Butting)
- "Die Lügengeschichte vom schwarzen Pferd" (La storia del cavallo nero) op. 71, Cantate (1949; libretto: A. Eckener)
- "Plautus im Nonnenkloster" op. 98, Opera (1958; libretto: Hedda Zinner)